# OR7A10
OR7A10 (англ. Olfactory receptor family 7 subfamily A member 10) – білок, який кодується однойменним геном, розташованим у людей на короткому плечі 19-ї хромосоми. Довжина поліпептидного ланцюга білка становить 309 амінокислот, а молекулярна маса — 34 406.
| 10         |  | 20         |  | 30         |  | 40         |  | 50         |
| ---------- |  | ---------- |  | ---------- |  | ---------- |  | ---------- |
| MKSWNNTIIL |  | EFLLLGISEE |  | PELQAFLFGL |  | FLSMYLVTVL |  | GNLLIILATI |
| SDSHLHTPMY |  | FFLSNLSFVD |  | ICFVSTTVPK |  | MLVNIQTHNK |  | VITYAGCITQ |
| MCFFLLFVGL |  | DNFLLTVMAY |  | DRFVAICHPL |  | HYMVIMNPQL |  | CGLLVLASWI |
| MSVLNSMLQS |  | LMVLPLPFCT |  | HMEIPHFFCE |  | INQVVHLACS |  | DTFLNDIVMY |
| FAVALLGGGP |  | LTGILYSYSK |  | IVSSIRAISS |  | AQGKYKAFST |  | CASHLSVVSL |
| FYGTCLGVYL |  | SSAATHNSHT |  | GAAASVMYTV |  | VTPMLNPFIY |  | SLRNKHIKGA |
| MKTFFRGKQ  |  |            |  |            |  |            |  |            |

A: Аланін

C: Цистеїн

D: Аспарагінова кислота

E: Глутамінова кислота

F: Фенілаланін

G: Гліцин

H: Гістидин

I: Ізолейцин

K: Лізин

L: Лейцин

M: Метіонін

N: Аспарагін

P: Пролін

Q: Глутамін

R: Аргінін

S: Серин

T: Треонін

V: Валін

W: Триптофан

Кодований геном білок за функціями належить до рецепторів, g-білокспряжених рецепторів, білків внутрішньоклітинного сигналінгу. 
Локалізований у клітинній мембрані, мембрані.